# AP-15 (Spanje)
De autopista AP-15 of Autopista de Navarra (Baskisch: Nafarroako autobidea) is een weg in Spanje met een lengte van 112,6 km. De weg begint bij afrit 17 van de autopista AP-68, Europese weg 804 en eindigt nabij Irurtzun waar de weg aansluit op A-15 richting San Sebastian en Frankrijk. Hier begint ook de A-10 richting Vitoria-Gasteiz.
Tussen 1974 en 1980 is deze weg gebouwd. Het heeft 3 verzorgingsplaatsen/tolpleinen en 28 afritten waar van er 7 in een richting en 21 in beide richtingen. Tussen kilometers 83 en 96 maakt deze weg deel uit van de rondweg van Pamplona en wordt er geen tol geheven.
Deze weg is de snelle verbinding richting het zuiden vanuit de regio Navarra.